# Hesweiler
Hesweiler ist eine Ortsgemeinde im Landkreis Cochem-Zell in Rheinland-Pfalz. Sie gehört der Verbandsgemeinde Zell (Mosel) an.

## Geographie
Hesweiler liegt im nördlichen Hunsrück in der Nähe der B 421 und von Blankenrath.

## Geschichte
Eine erste urkundliche Erwähnung erfährt der Ort im Jahr 1259. Die Grafen von Sponheim besaßen bis zum Jahr 1788 in der „Hasericher Pflege“ die Gerichtshoheit. Ab 1794 stand Hesweiler unter französischer Herrschaft  und gehörte von 1798 bis 1814 zum Kanton Zell im Rhein-Mosel-Département. 1815 wurde der Ort auf dem Wiener Kongress dem Königreich Preußen zugeordnet. 1848 wurde die örtliche Kapelle zu Ehren des heiligen Josef durch den Bauunternehmer Binzen aus Zell errichtet. Seit 1946 ist der Ort Teil des damals neu gebildeten Landes Rheinland-Pfalz. Durch das 8. Verwaltungsvereinfachungsgesetz vom 18. Juli 1970 mit Wirkung vom 7. November 1970 kam die Gemeinde von der Verbandsgemeinde Blankenrath zur Verbandsgemeinde Zell (Mosel).
Statistik zur Einwohnerentwicklung
Die Entwicklung der Einwohnerzahl von Hesweiler, die Werte von 1871 bis 1987 beruhen auf Volkszählungen:
| Jahr | Einwohner |
| 1815 | 147       |
| 1835 | 228       |
| 1871 | 171       |
| 1905 | 187       |
| 1939 | 174       |

| Jahr | Einwohner |
| 1950 | 181       |
| 1961 | 183       |
| 1970 | 161       |
| 1987 | 146       |
| 2005 | 150       |

## Politik

### Gemeinderat
Der Gemeinderat in Hesweiler besteht aus sechs Ratsmitgliedern, die bei der Kommunalwahl am 9. Juni 2024 in einer Mehrheitswahl gewählt wurden, und dem ehrenamtlichen Ortsbürgermeister als Vorsitzendem.

### Bürgermeister
Markus Wolf wurde am 11. Juli 2024 Ortsbürgermeister von Hesweiler. Bei der Direktwahl am 9. Juni 2024 war er als einziger Bewerber mit einem Stimmenanteil von 77,8 % gewählt worden.
Wolfs Vorgänger Manfred Wilhelms hatte das Amt von 1994 bis 2024 inne.

## Verkehr
Hesweiler liegt im Gebiet des Verkehrsverbundes Rhein-Mosel. Die Buslinie 722 bietet täglich einige Verbindungen in die nächste Stadt, Zell (Mosel), und zum nächsten Bahnhof, Bullay (DB) an der Moselstrecke Koblenz–Trier.

## Siehe auch

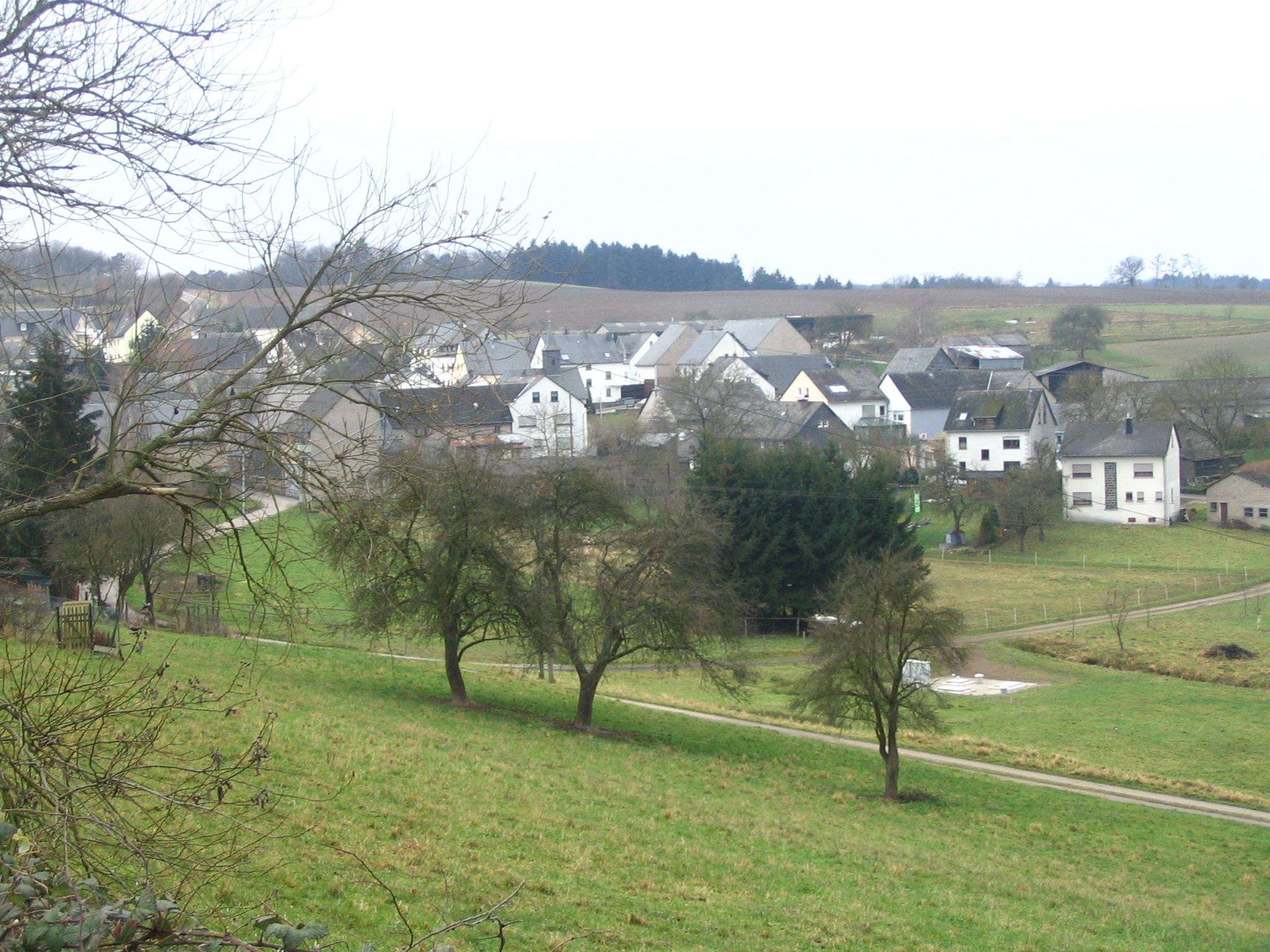
Hesweiler aus Richtung Osten
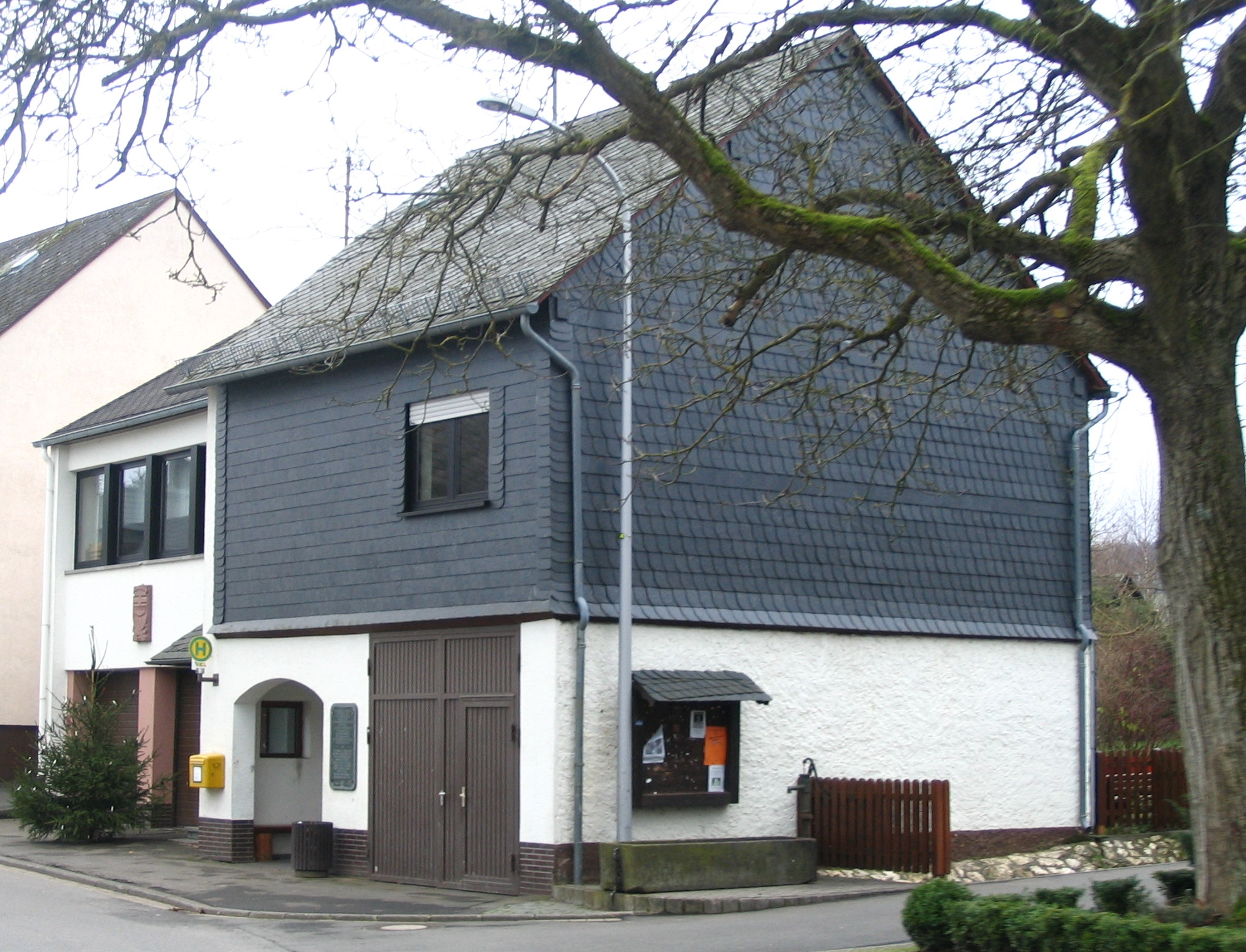
Bürgerhaus im Dorfzentrum
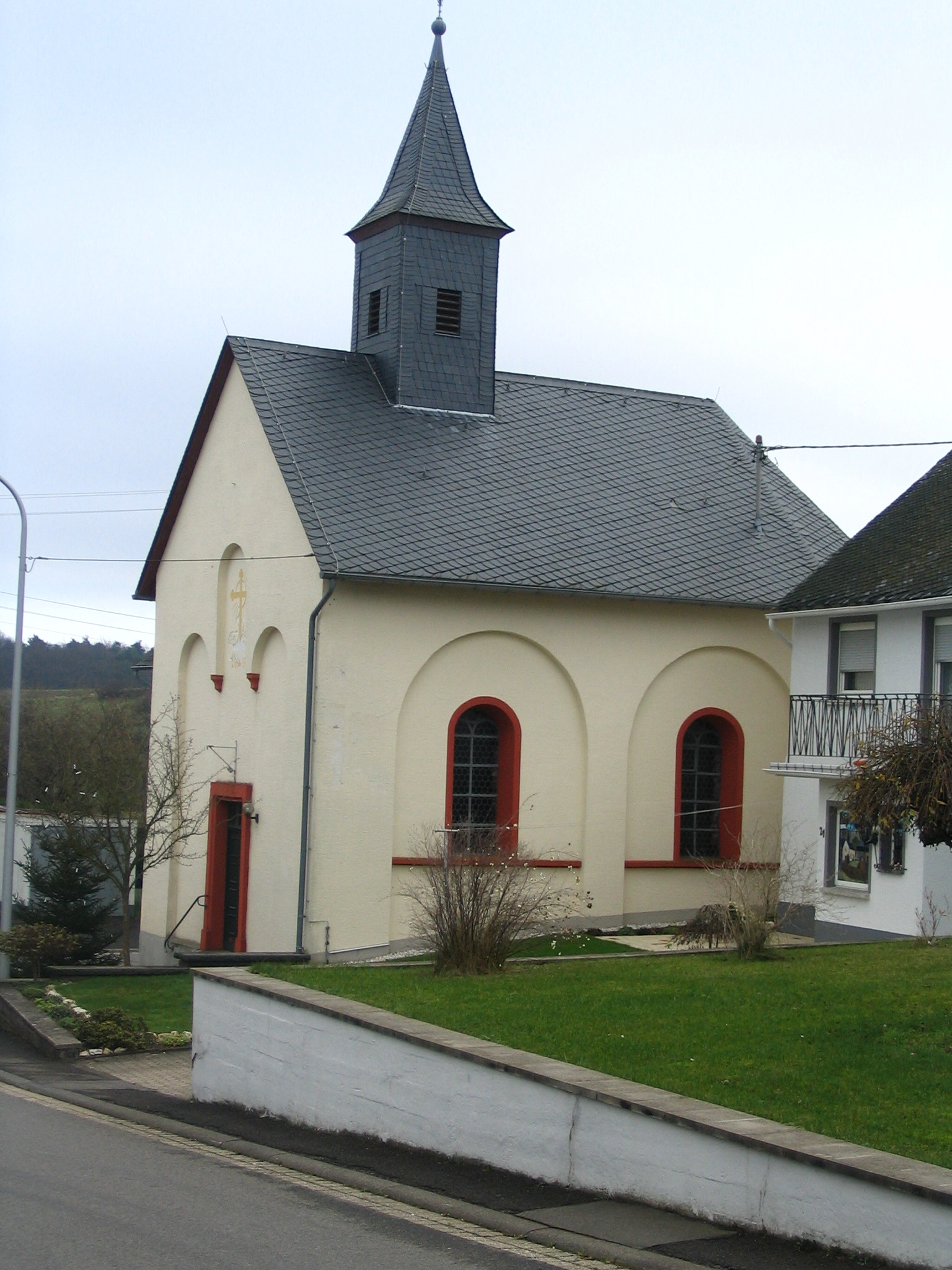
Kapelle Hesweiler